# Gröpe
Gröpe (jämför med gröt) är en typ av foder som består av mald (gröpad) säd som blötläggs och utfodras till kreatur. Blandningen kan även värmas, särskilt vintertid. Gröpe används även vid ölbryggning. Det kroatiska ölet Karlovačko innehåller till exempel majsgröpe.